# Brixia albomaculata
Brixia albomaculata är en insektsart som beskrevs av William Lucas Distant 1906. Brixia albomaculata ingår i släktet Brixia och familjen kilstritar. Inga underarter finns listade i Catalogue of Life.